# ライナウ (瑛人の曲)
「ライナウ」は、瑛人の楽曲。4作目のデジタル配信限定シングルとして2020年10月16日に各音楽配信サービスにてリリースされた。

## 概要
- 前作の配信シングル『シンガーソングライターの彼女』から約9か月ぶりの配信リリースとなった。

- 本楽曲は、瑛人自身が明治エッセルスーパーカップのキャッチフレーズである「ふつうって、スーパー最高。」に共感したことから書き下ろされ[1]、スーパーカップのキャンペーンソングとして起用された[2][3][4][5]。
- 2020年11月5日にYouTubeにてミュージックビデオが公開された。ミュージックビデオには瑛人の代表作「香水」のミュージックビデオを再現した動画をYouTubeに投稿し話題となったチョコレートプラネットが出演した[6]。

## 収録内容
1. ライナウ
作詞作曲:瑛人、RUNG HYANG

## テレビ披露
| 番組名                                   | 日付           | 放送局     |
| ---------------------------------------- | -------------- | ---------- |
| ミュージックステーション 2時間スペシャル | 2020年10月16日 | テレビ朝日 |